# James Wade
James Wade (Memphis, 15 agosto 1975) è un ex cestista, allenatore di pallacanestro e dirigente sportivo statunitense con cittadinanza francese, professionista nella WNBA.

## Palmarès
- Campionato WNBA: 1

Chicago Sky: 2021
- WNBA Coach of the Year (2019)
- WNBA Basketball Executive of the Year (2022)